# سیارک ۹۱۰

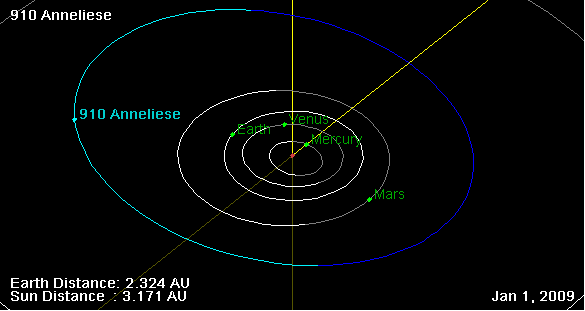
نمایی از محل قرارگیری سیارک ۹۱۰ در مدار – ۲۰۰۹

سیارک ۹۱۰ (به انگلیسی: 910 Anneliese، نامگذاری:1919FB) نهصد و دهمین سیارک کشف شده‌است که در ۱ مارس ۱۹۱۹ و در هایدلبرگ کشف شد.
قدر مطلق سیارک برابر ۱۰٫۳۰ است.